# Pterolophia rondoni
Pterolophia rondoni är en skalbaggsart som beskrevs av Stefan von Breuning 1962. Pterolophia rondoni ingår i släktet Pterolophia och familjen långhorningar.
Artens utbredningsområde är Laos. Inga underarter finns listade i Catalogue of Life.